# Ptilopachus
Ptilopachus är ett släkte i familjen tofsvaktlar inom ordningen hönsfåglar. Släktet omfattar endast två arter som förekommer i Afrika söder om Sahara:
- Iturivaktel (P. nahani)
- Stenvaktel (P. petrosus)

Tidigare placerades de båda bland fasanfåglarna, iturivakteln till och med i samma släkte som frankolinerna. DNA-studier har dock överraskande visat att de är närmast släkt med den amerikanska familjen tofsvaktlar (Odontophoridae). De båda arterna skildes åt för nästan tio miljoner år sedan, vilket skulle kunna vara ett argument för att placera dem i olika släkten. 